# V1400 Centauri
1SWASP J140747.93−394542.6 (còn được gọi là 1SWASP J140747, J1407 và Mamajek's Object) là một ngôi sao có sự tương đồng với Mặt Trời trong chòm sao Bán Nhân Mã, cách Trái Đất khoảng 434 năm ánh sáng. Đây là một ngôi sao tương đối trẻ, tuổi của J1407 được ước tính là 16 triệu năm và khối lượng bằng khoảng 90% so với Mặt Trời. Ngôi sao này có cấp sao biểu kiến là 12,3 và cần có kính viễn vọng để có thể quan sát thấy. Tên của ngôi sao này bắt nguồn từ chương trình SuperWASP (Tìm kiếm góc rộng các hành tinh) và từ tọa độ của ngôi sao. J1407 có thể biến quang do hành tinh quay xung quanh ngôi sao này, do đó, J1407 được đặt tên là sao biến quang V1400 Centauri.
Năm 2007, J1407 được phát hiện có ít nhất một thiên thể lớn đang quay quanh, 1SWASP J1407b (J1407b), được cho là một hành tinh khí khổng lồ lớn hoặc một sao lùn nâu, với một hệ thống vành đai khổng lồ. Các quan sát sau đó đã không xác nhận thành công J1407b, và cho thấy rằng hành tinh này đang ở trên một quỹ đạo rất lệch tâm xung quanh ngôi sao.

## Hệ hành tinh giả thuyết

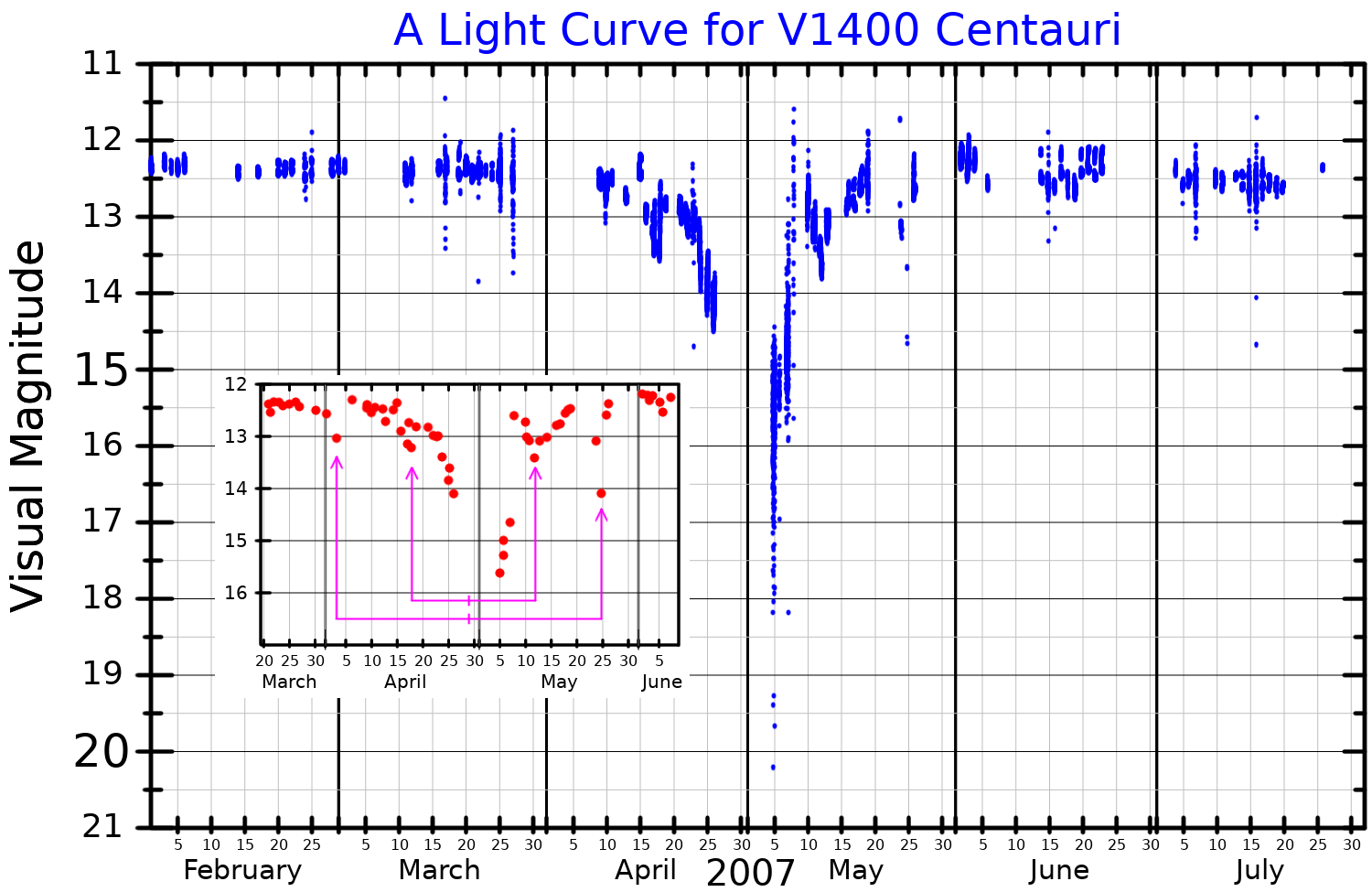
Một đường cong ánh sáng (light curve) trực quan cho V1400 Centauri, cho thấy thiên thực năm 2007. Chủ yếu hiển thị dữ liệu SuperWASP, bởi Mamajek et al..

Việc phát hiện ra J1407 và các lần thiên thực bất thường của ngôi sao này lần đầu tiên được báo cáo bởi một nhóm do nhà thiên văn học Eric Mamajek của Đại học Rochester đứng đầu vào năm 2012. Sự tồn tại và các thông số của hệ thống vành đai xung quanh thiên thể đồng hành J1407b được suy ra từ quan sát của một lần thiên thực rất dài và phức tạp của ngôi sao mẹ kéo dài 56 ngày trong tháng 4 và tháng 5 năm 2007. J1407b được gọi là "Sao Thổ trên steroid" hoặc "Siêu Sao Thổ" do hệ thống vành đai quanh thiên thể này có bán kính xấp xỉ 90.000.000 km (0,601613 AU).
| Thiên thể đồng hành (thứ tự từ ngôi sao ra) | Khối lượng | Bán trục lớn (AU) | Chu kỳ quỹ đạo (ngày) | Độ lệch tâm | Độ nghiêng | Bán kính |
| ------------------------------------------- | ---------- | ----------------- | --------------------- | ----------- | ---------- | -------- |
| b (chưa xác nhận)                           | 200±60 MJ  | 39±17             | 3725±900              | >06         | —          | —        |